# معركة الكورة
كانت معركة الكورة اشتباك عسكري في مصر بين جيش المماليك الذين كانوا يحكمون مصر وجيش الأيوبيين الذين كانوا يحكمون الشام. وقعت المعركة في 2 فبراير 1251، على قطعة أرض تسمى الكورة، بالقرب من بلدة الصالحية على الطرف الشرقي من دلتا النيل.

## الخلفية
باغتيال السلطان الأيوبي تورانشاه على يد عبيده العسكريين (المماليك) في مايو 1250، انتهى الحكم الأيوبي في مصر. واستولى المماليك الآن على السلطة بأنفسهم. وكان سلطانهم الأول المعز عز الدين أيبك. أما في الشام، فقد تمكن الأيوبيون من تأكيد وجودهم في شخص السلطان الناصر يوسف. ولم يكن مستعدًا لقبول تغيير السلطة في مصر، وباعتباره سليل مؤسس الأسرة صلاح الدين الأيوبي، فقد طالب بالعرش في القاهرة. ومع ذلك، وفقًا للمؤرخ ابن واصل، لم يكن السلطان الناصر يوسف ذا طبيعة حربية بشكل خاص وحاول تجنب المواجهة العسكرية. ويقال إن القوة الدافعة الفعلية وراء الاستعدادات للحرب كانت أقرب المقربين إليه ووزيره، شمس الدين لؤلؤ الأميني.

## المعركة
في 11 ديسمبر 1250، سار الناصر يوسف وجيشه من دمشق ووصلوا إلى غزة في 28 ديسمبر. وكما كان شائعًا بين حكام العالم الإسلامي في ذلك الوقت، كان جيشه يتكون بشكل أساسي من المحاربين العبيد، أي المماليك، ويتكون من وفوج العزيزية التي أسسها والده ووفوج الناصرية التي أسسها هو. وكان القيادة العسكرية عليهم هو شمس الدين لؤلؤ. وكان في الجيش أيضًا أبناء عمومة السلطان الناصر يوسف، أمير حماة، المنصور محمد بن محمود، وأمير حمص السابق، الأشرف موسى بن إبراهيم.
وفي القاهرة، حشد السلطان المعز أيبك قواته. في 2 يناير 1251، كان اللواء (الأمير) حسام الدين أول من غادر القاهرة إلى فلسطين برفقة حرس متقدم. وفي اليوم التالي، انطلق اللواء فارس الدين أقطاي الجمدار ليقود أفواج البحرية والجمدارية القوية بشكل خاص. وقام اللواءان بتجميع قواتهما يوم 5 كانون الثاني/يناير بالقرب من بلدة الصالحية، حيث أقاما معسكرا أيضا. وانضم إليهم السلطان أيبك في 23 يناير بفوج المعزية.
خلال هذا الوقت، كان الناصر يوسف قد واصل مسيرته من غزة إلى مصر، وفي 2 فبراير فاجأ عدوه الذي كان لا يزال في معسكره. في البداية، تمكنت القوات السورية من شن هجمات عنيفة على العدو، وتم هزيمة بعض القوات المصرية. ولكن بعد ذلك أدى الهجوم المضاد الذي شنه فارس الدين أقطاي إلى إحداث نقطة التحول، حيث احتفظ بالموقع مع كتيبته البحرية وهزم القوات السورية في النهاية. تم تحديد النصر النهائي للمصريين في النهاية من خلال خيانة العبيد العسكريين الأيوبيين، الذين انشقوا إلى أقرانهم المصريين خلال المعركة. ثم هرب الناصر يوسف ولجأ إلى غزة. تم أسر ابن عمه الأشرف موسى وجنراله شمس الدين لؤلؤ من قبل المصريين، وتم قطع رأس الأخير أمام السلطان أيبك.
تمكن المماليك بعد انتصارهم من العودة إلى القاهرة في 4 فبراير 1251.

## ما بعد المعركة
في 22 مارس 1251، قاد فارس الدين أقطاي هجومًا على فلسطين واستولى على غزة، مما أدى إلى إنشاء ساحة أمامية وقائية لمصر. انسحب الناصر يوسف الضعيف عسكريًا إلى دمشق وسعى إلى التحالف مع الدول الصليبية في الشام ضد المماليك في مصر. وحتى لو لم يدخل هذا الملك الفرنسي لويس التاسع في تحالف رسمي معه، فإن هذه المناورات السياسية بين القاهرة ودمشق وعكا خلقت توازن قوى في الشرق لسنوات قادمة. واستطاع المماليك تثبيت حكمهم في مصر، بينما بقي الأيوبيون مقتصرين على الشام. ومن خلال وساطة الخليفة عبد الله المستعصم بالله، تم تعميق هذا الوضع في العقد المبرم بين دمشق والقاهرة في أبريل 1253، كما أعيدت غزة أيضًا إلى الناصر يوسف.
لم يكن الأمر كذلك حتى عام 1260 عندما أحدثت الغزوات المغولية لبلاد الشام تغييرًا جذريًا في الوضع. وأنهوا الحكم الأيوبي في الشام، لكنهم هزموا لاحقًا على يد المماليك في معركة عين جالوت. ثم تمكنوا بعد ذلك من توحيد مصر والشام بشكل دائم تحت حكمهم.